# Vitčice (Veliká Ves)
Vitčice (deutsch Groß Witschitz) ist eine Siedlung in der Gemeinde Veliká Ves (Michelsdorf) im Okres Chomutov (Bezirk Komotau).

## Lage
Der Ort liegt rund 1 km nordwestlich von Michelsdorf. Die Gemarkung umfasst etwa eine Fläche von 17,81 km². Komotau liegt rund 20 km nordöstlich, während die deutsche Grenze bei Oberwiesenthal Luftlinie rund 30 km nordwestlich liegt. Der Ort liegt an der Straße von Podlesice (500 m westlich) nach Nové Třebčice (200 m östlich).

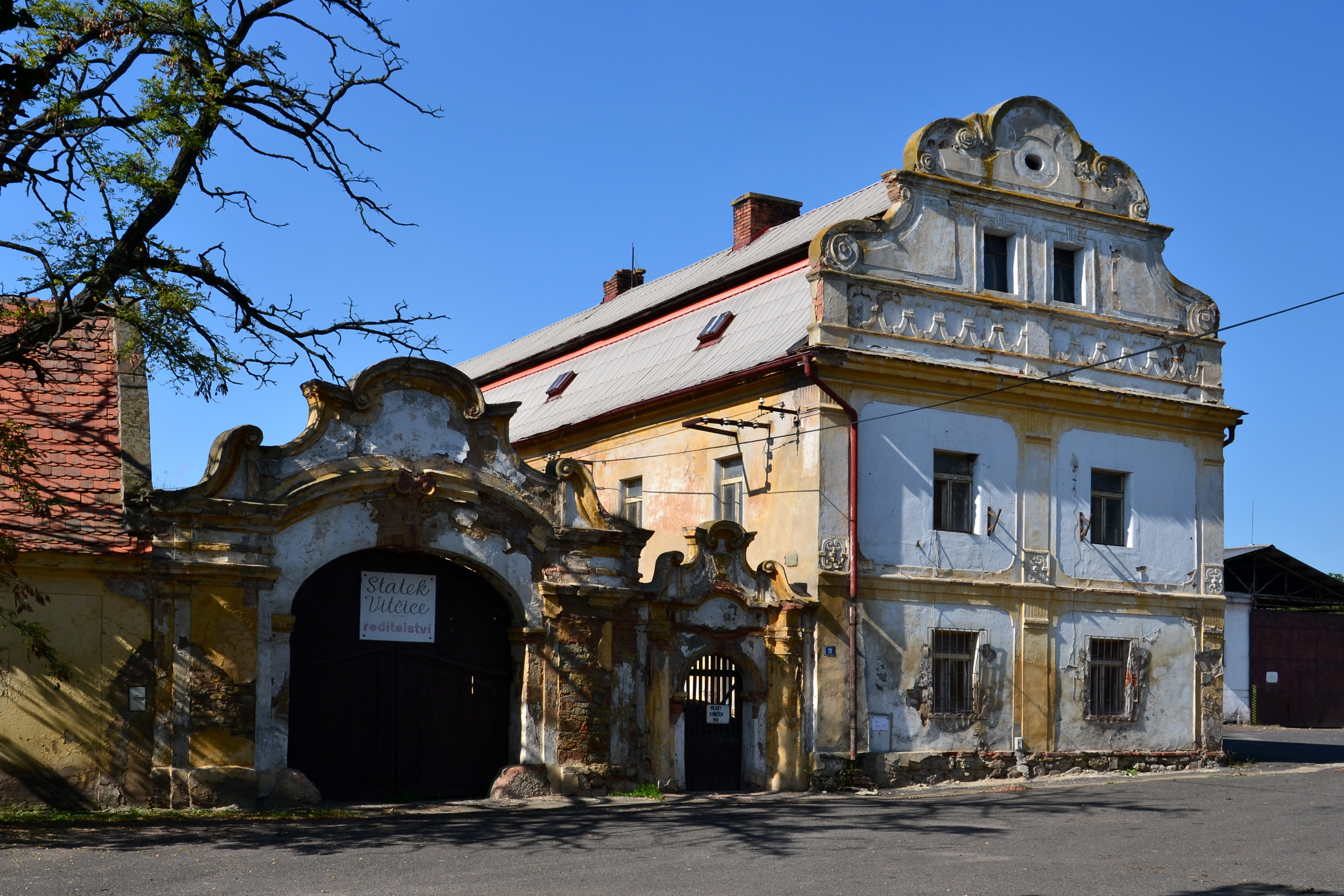
Hof Nr. 13

## Geschichte
Erstmals erwähnt wurde Groß Witschitz im Jahr 1408. Die Einwohnerzahl betrug bei der Volkszählung von 2011 23.
Erwähnenswert ist das Bauernhaus Nr. 13 im Ort. Seine Geschichte reicht zurück bis in das Jahr 1794, als das Haus nach einem Dorfbrand neu errichtet wurde. Es steht heute unter Denkmalschutz. Der Komplex umfasst Wirtschaftsgebäude, Getreidespeicher und eine Scheune und wird durch einen barocken Eingang verziert.

## Persönlichkeiten
- Alfred Müller (1860–1929), Jurist, Turnfunktionär und Kommunalpolitiker

## Belege
1. ↑  STATISTICKÝ LEXIKON OBCÍ ČESKÉ REPUBLIKY 2013 Podle správního rozdělení k 1. 1. 2013 a výsledků sčítání lidu, domů a bytů  k 26. březnu 2011 Zpracoval Český statistický úřad ve spolupráci s Ministerstvem vnitra ČR. (PDF) 1. Januar 2013, S. 293, abgerufen am 15. April 2024 (tschechisch).
2. ↑  Vitčice - Oficiální stránka obce Veliká Ves. Abgerufen am 15. April 2024.